# Rio Om
Om (em russo:  Омь) é um rio do sul das Planície Ocidental Siberiana, na Rússia. Tem cerca de 724 km. Nasce no pântano de Vasyugan na divisa entre os óblasts de Novosibirsk e de Tomsk e desagua no rio Irtysh.
A cidade de Omsk está situada na afluência dos rios Om e Irtysh. 